# Krankenhausstrukturgesetz
Das Gesetz zur Reform der Strukturen der Krankenhausversorgung (Krankenhausstrukturgesetz – KHSG) wurde am 10. Dezember 2015 vom Deutschen Bundestag verabschiedet. Es beinhaltet umfangreiche Änderungen des Krankenhausfinanzierungsrechts. Zum einen wurden mit der verbindlichen Ausgestaltung der Qualitätsanforderungen und der Einrichtung eines Krankenhausstrukturfonds Instrumente geschaffen, um die Krankenhausstruktur zu gestalten. Zum anderen zielen zahlreiche Maßnahmen auf die Weiterentwicklung der Betriebskostenfinanzierung ab. Weitere Inhalte sind die Einrichtung eines Pflegeförderprogramms, die Neuausrichtung der Mengensteuerung sowie Änderungen der ambulanten Notfallversorgung. Mit dem Pflegepersonal-Stärkungsgesetz gab es ab 1. Januar 2019 wesentliche Anpassungen, darunter auch beim Pflegezuschlag.

## Gesetzgebungsprozess
Die Eckpunkte des Krankenhausstrukturgesetzes wurden von einer Bund-Länder-Arbeitsgruppe erarbeitet, die ihre Ergebnisse am 5. Dezember 2014 präsentierte. Ihr gehörten die Gesundheitsminister Hermann Gröhe (Bund), Cornelia Prüfer-Storcks (Hamburg), Stefan Grüttner (Hessen), Melanie Huml (Bayern), Monika Bachmann (Saarland), Barbara Klepsch (Sachsen), Hermann Schulte-Sasse (Bremen), Cornelia Rundt (Niedersachsen), Sabine Bätzing-Lichtenthäler (Rheinland-Pfalz) und Barbara Steffens (Nordrhein-Westfalen) an.
Der Gesetzentwurf wurde am 30. Juni 2015 von den Regierungsfraktionen von CDU/CSU und der SPD ins Parlament eingebracht und im Laufe des Gesetzgebungsverfahrens an über 40 Stellen teilweise entscheidend geändert. Das Gesetz wurde am 5. November 2015 mit den Stimmen der Regierungsfraktionen bei Ablehnung der Linksfraktion und der Fraktion der Grünen verabschiedet. Er bedurfte nicht der Zustimmung durch den Bundesrat.

## Inhalte

### Qualität

#### Qualität als Kriterium der Krankenhausplanung
Das Krankenhausstrukturgesetz erweitert den Zielkatalog in § 1 Absatz 1 des Krankenhausfinanzierungsgesetzes (KHG) um das Kriterium einer qualitativ hochwertigen und patientengerechten Versorgung. Die Bundesländer haben dieses Ziel in ihrer Krankenhausplanung umzusetzen.
Der Gemeinsame Bundesausschuss (G-BA) wird im neuen § 136c des Fünften Buches Sozialgesetzbuch (SGB V) beauftragt, bis zum 31. Dezember 2016 planungsrelevante Qualitätsindikatoren zur Struktur-, Prozess- und Ergebnisqualität zu entwickeln. Sofern ein Land die Geltung dieser Indikatoren nicht teilweise oder vollständig durch Landesrecht ausschließt, werden sie Bestandteil seines Krankenhausplans und damit verbindlich für die Krankenhausplanung (§ 6 Abs. 1a KHG). Krankenhäuser, welche die Qualitätsanforderungen nicht nur vorübergehend in einem erheblichen Maße nicht erfüllen, sind ganz oder teilweise aus dem Krankenhausplan herauszunehmen (§ 8 Abs. 1a und 1b KHG), soweit das jeweilige Land die planungsrelevanten Qualitätsindikatoren in seiner Krankenhausplanung nicht ausgeschlossen hat (§ 8 Abs. 1c KHG). Als Entscheidungsgrundlage werden den Ländern vom Gemeinsamen Bundesausschuss regelmäßig einrichtungsbezogene Auswertungsergebnisse der einrichtungsübergreifenden stationären Qualitätssicherung übermittelt (§ 136c Abs. 1 Satz 2 SGB V).

#### Qualitätsverträge
Zur Förderung einer qualitativ hochwertigen stationären Versorgung sieht § 110a Abs. 1 Satz 1 SGB V den Abschuss von Qualitätsverträgen zwischen Krankenkassen und Krankenhausträgern vor. Dazu fasst der GB-A Beschlüsse über die Leistungsbereiche, zu denen derartige Verträge mit Anreizen für die Einhaltung besonderer Qualitätsanforderungen erprobt werden sollen (§ 136b Abs. 1 Satz 1 Nr. 4 SGB V).

#### Qualitätszu- und Abschläge
Die Qualität der stationären Versorgung wird in Zukunft auch Konsequenzen für die Krankenhausvergütung haben (neuer Absatz 3a in § 5 des Krankenhausentgeltgesetz – KHEntgG). Für außerordentlich gute Qualität werden die Krankenhäuser Zuschläge und für Qualitätsmängel Abschläge erhalten. Der Gemeinsame Bundesausschuss hat hierfür erstmals bis zum 31. Dezember 2017 einen Katalog geeigneter Leistungen oder Leistungsbereiche zu definieren und jährlich Bewertungskriterien für außerordentlich gute und für unzureichende Qualität und aktuelle einrichtungsbezogene Auswertungen der Qualitätsdaten zu liefern (§ 136b Abs. 1 Nr. 5 und Abs. 9 SGB V).
Über die Anwendung der Qualitätszu- und -abschläge entscheiden die Vertragspartner vor Ort, um einrichtungsbezogene Besonderheiten bei der Entscheidung berücksichtigen zu können. Bei Feststellung von unzureichender Qualität wird dem Krankenhaus zunächst ein Jahr Zeit eingeräumt werden, um die Mängel zu beheben, bevor der Abschlag (in doppelter Höhe) erhoben wird. Wenn ein Krankenhaus die Mängel nicht innerhalb von drei Jahren beseitigt, erfolgt ein Vergütungsausschluss (§ 5 Abs. 3a KHEntgG).

#### Weiterentwicklung der Mindestmengen
Die Mindestmengenregelung wird in Anlehnung an die höchstrichterliche Rechtsprechung rechtssicher ausgestaltet. Mindestmengen sind gerechtfertigt, wenn nach wissenschaftlichen Maßstäben ein wahrscheinlicher Zusammenhang zwischen Behandlungsqualität und der erbrachten Leistungsmenge belegt werden kann. Der Zusatz „in besonderem Maße“ wurde gestrichen.

### Weiterentwicklung der Krankenhausfinanzierung

#### Pflegezuschlag
Der Pflegezuschlag ersetzt ab dem 1. Januar 2017 den Versorgungszuschlag, der im Zuge der Neuausrichtung der Mengensteuerung abgeschafft wird (Art. 3 KHSG). Das jährliche Finanzvolumen beträgt 500 Millionen Euro, das sich gemäß ihrem Pflegedienstpersonalkostenanteil an den Gesamtpflegedienstpersonalkosten auf die Krankenhäuser verteilt. Krankenhäuser mit höheren Kosten für Pflegepersonal erhalten somit einen höheren Pflegezuschlag als Krankenhäuser mit niedrigen Pflegedienstpersonalkosten. Der Pflegezuschlag wird als Abschlag je vollstationären Fall an die Krankenhäuser gezahlt.
Im ursprünglichen Gesetzentwurf war noch die ersatzlose Streichung des Versorgungszuschlags vorgesehen gewesen. Der Wegfall des Versorgungszuschlags war inhaltlich durch die Neuausrichtung der Mengensteuerung und dem Wegfall der „doppelte Degression“ begründet, zu deren Kompensation er 2013 eingeführt worden war. Gegen dieses Vorhaben richteten sich starke Proteste der Krankenhäuser und ihrer Beschäftigten. Im parlamentarischen Gesetzgebungsverfahren wurde dann die Einführung des Pflegezuschlags beschlossen.

#### Anteilige Tarifrefinanzierung
Bei den Verhandlungen der Landesbasisfallwerte wird entweder der Orientierungswert, oder die Grundlohnrate, sofern diese höher liegt, zugrunde gelegt. Darüberhinausgehende Tarifsteigerungen wurden in einzelnen Jahren (2008, 2009, 2012, 2013) anteilig von den Kostenträgern finanziert. Mit dem Krankenhausstrukturgesetz wird eine hälftige Tarifrefinanzierung dauerhaft etabliert.

#### Präzisierung der Sicherstellungszuschläge
Sicherstellungszuschläge dienen der Finanzierung der Vorhaltung von bedarfsnotwendigen Kapazitäten, die mit den DRG-Fallpauschalen nicht kostendeckend finanziert werden, aber zur Versorgung der Bevölkerung erforderlich sind. Sie waren bisher schon gesetzlich vorgesehen, jedoch waren die Selbstverwaltungspartner ihrem Auftrag nicht nachgekommen, die Anwendungsvoraussetzungen konkret festzulegen. Daher wird mit dem Krankenhausstrukturgesetz der Gemeinsame Bundesausschuss damit beauftragt, bis zum 31. Dezember 2016 das Verfahren zur Vereinbarung von Sicherstellungszuschlägen zu präzisieren (§ 136c Abs. 3 SGB V).

#### Weitere Annäherung der Landesbasisfallwerte
Die Spannweite der Landesbasisfallwerte (LBFW) soll ab dem Jahr 2016 durch eine weitere Annäherung an den einheitlichen Basisfallwertkorridor verringert werden (§ 10 KHEntgG). Die Angleichung erfolgt asymmetrisch. Die untere Korridorgrenze wird bereits 2016 in einem Schritt von bisher 1,25 Prozent auf 1,02 Prozent unterhalb des bundeseinheitlichen Basisfallwerts festgelegt. Die Landesbasisfallwerte oberhalb des Korridors (derzeit nur Rheinland-Pfalz) sollen hingegen erst innerhalb von sechs Jahren auf die bereits 2009 beschlossene Korridorgrenze von +2,5 Prozent herangeführt werden. Ein bundesweit annähernd einheitlicher LBFW ohne Ausgleiche ist 2025 mit dem Korridor von rund 4.385 bis 4.499 Euro allerdings fast erreicht.

#### Weiterentwicklung der Kalkulation der Entgeltsysteme
Die Kostenermittlung zur Pflege und Weiterentwicklung des G-DRG-Systems, die vom InEK kontinuierlich vorgenommen wird, basiert auf den Kostendaten einer Stichprobe von Krankenhäusern. Bislang war die Teilnahme der Krankenhäuser freiwillig, was erhebliche Zweifel an der Repräsentativität der Kosten lässt. So beteiligten sich an der Kalkulation der Investitionsbewertungsrelationen bislang z. B. keine Krankenhäuser in privater Trägerschaft. Dies kann dazu führen, dass bestimmte Operationen zu hoch vergütet werden und damit Fehlanreize zur Durchführung dieser Leistungen gesetzt werden. Daher soll die bestehende freiwillige Stichprobe durch die verpflichtende Kalkulationsteilnahme einzelner Krankenhäuser ergänzt werden (§ 17b Abs. 3 KHG).

### Förderprogramme

#### Pflegestellen-Förderprogramm
Für die Jahre 2016 bis 2018 wird ein Pflegestellen-Förderprogramm aufgelegt (§ 4 Abs. 8 KHEntgG), für das im Jahr 2016 110 Mio. €, im Jahr 2017 220 Mio. € und ab dem Jahr 2018 dauerhaft 330 Mio. € zur Verfügung gestellt werden. Gefördert werden Neueinstellungen und die Aufstockung von Teilzeitstellen in der Pflege, die seit dem 1. Januar 2015 erfolgen. Die Krankenhäuser haben dabei einen Eigenfinanzierungsanteil in Höhe von 10 Prozent der Personalkosten zu erbringen. Auf diese Weise soll die Pflege am Bett gestärkt werden.
Bis spätestens Ende 2017 soll eine beim Bundesministerium für Gesundheit angesiedelte Expertinnen- und Expertenkommission Vorschläge erarbeiten, wie die sachgerechte Abbildung vom Pflegebedarf im DRG-System oder über ausdifferenzierte Zusatzentgelte erfolgen und wie die zweckgebundene Mittelverwendung mit möglichst wenig Bürokratieaufwand überwacht werden kann.

#### Verlängerung und Ausweitung des Hygiene-Förderprogramms
Das Hygieneförderprogramm, das mit dem Beitragsschuldengesetz für die Jahre 2013 bis 2016 aufgelegt wurde, wird bis zum Jahr 2019 verlängert und auf den Bereich Infektiologie erweitert (§ 4 Abs. 9 KHEntgG).

### Neuausrichtung der Mengensteuerung
Die Fixkostendegression soll zukünftig allein dort anfallen, wo die durch die Skaleneffekte bedingten Kostenvorteile der Mengenausweitung tatsächlich eintreten. Diesem Ziel dient die Ablösung des Mehrleistungsabschlags durch den Fixkostendegressionsabschlag. Der Mehrleistungsabschlag hatte für die Krankenhäuser zur Folge, dass es bei Leistungsausweitungen zu einer „doppelten Degression“ kam, da zusätzlich vereinbarte Leistungen mit dem Mehrleistungsabschlag auf der Ebene des einzelnen Krankenhauses belegt wurden und zugleich die Fixkostendegression beim Landesbasisfallwert vergütungsmindernd wirkten. Zum Ausgleich dieser doppelten Degression wurde mit dem Beitragsschuldengesetz aus dem Jahr 2013 der Versorgungszuschlag eingeführt.
Ab dem Jahr 2017 wird mit dem neu eingeführten Fixkostendegressionsabschlag ein dreijähriger Abschlag auf zusätzliche Leistungen erhoben (§ 10 Abs. 13 KHEntgG). Im Gegensatz zum Mehrleistungsabschlag entfällt die absenkende Wirkung zusätzlicher Leistungen auf den Landesbasisfallwert. Die Höhe des Fixkostendegressionsabschlags wird von den Vertragsparteien bis zum 30. September jeden Jahres vereinbart. Für zusätzliche Leistungen mit höherer Fixkostendegression oder für mengenanfällige Leistungen sind ein höherer Abschlag oder eine längere Abschlagsdauer zu vereinbaren. Demgegenüber besteht ein gesetzlich festgelegter Ausnahmekatalog mit Leistungen, für die der Abschlag nicht gilt. Hierzu zählen z. B. Transplantationen, Polytraumata, schwer brandverletzte Patienten und die Versorgung von Frühgeborenen sowie Leistungen mit einem Sachkostenanteil von mehr als zwei Dritteln. Zudem sind die Vertragsparteien auf Bundesebene damit beauftragt, bis zum 31. Juli 2016 einen Katalog nicht mengenanfälliger Krankenhausleistungen zu erarbeiten (z. B. Geburten), für die ein hälftiger Abschlag Anwendung finden wird.

### Einrichtung eines Krankenhausstrukturfonds
Mit der Einrichtung eines Strukturfonds sollen für die Jahre 2016 bis 2018 Mittel bereitgestellt werden, um strukturverbessernde Maßnahmen der Länder zu fördern (§ 12 KHG). Insbesondere sollen Überkapazitäten abgebaut, Krankenhausstandorte konzentriert und Krankenhäuser in nicht akutstationäre lokale Versorgungseinrichtungen (z. B. Gesundheits- oder Pflegezentren, stationäre Hospize) umgewandelt werden.
Der Strukturfonds wird einmalig mit Mitteln in Höhe von 500 Millionen Euro aus der Liquiditätsreserve des Gesundheitsfonds der Gesetzlichen Krankenversicherung (GKV) ausgestattet. Um Gelder aus dem Strukturfonds in Anspruch nehmen zu können, müssen die Länder einen Beitrag in gleicher Höhe leisten. Auf diese Weise wird ein Volumen in Höhe von einer Milliarde Euro zur Verfügung gestellt. Die Landesbeteiligung muss zusätzlich zur regulären Investitionskostenförderung erfolgen. Dazu müssen die regulären Investitionsaufwendungen der Jahre 2016 bis 2018 in ihrer durchschnittlichen Höhe mindestens den Fördermitteln der Jahre 2012 bis 2014 entsprechen.

### Ambulante Notfallversorgung
Zukünftig sollen die Kassenärztlichen Vereinigungen in bzw. an den Krankenhäusern Notdienstpraxen („Portalpraxen“) einrichten oder aber die Notfallambulanzen der Krankenhäuser in den vertragsärztlichen Notdienst einbinden (§ 75 Abs. 1b SGB V).
Diese Maßnahme war nicht im ursprünglichen Gesetzentwurf vorgesehen, sondern wurde erst während des parlamentarischen Gesetzgebungsprozess auf Druck der Deutschen Krankenhausgesellschaft in das Gesetz aufgenommen. Diese hatte darauf verwiesen, dass Krankenhäuser in erheblichen Umfang an der ambulanten Notfallversorgung teilnähmen, deren Kosten sie nicht adäquat refinanziert bekämen.

## Kritik
Die Bewertung des Krankenhausstrukturgesetzes geht bei den verschiedenen Akteuren auseinander. Kritisiert wird von allen Beteiligten, dass die Reform die Problematik der mangelnden Investitionsförderung ausgespart hat. Es fehlen jegliche feste Zeithorizonte für
- das Umsetzen einer wirksamen gesetzliche Grundlage der Investitionsförderung
- das Verbessern des Erfüllens bestehender Sicherheitsanforderungen, insbesondere der Hygienesicherheit
- die ausgewogene Steuerung der Mengenziele der Versorgungsangebote
- die nachhaltige Förderung der Qualitätsziele der Dienste
- die nachhaltige Förderung des Umsetzens bestehender Vorgaben zur Datensicherheit und Verfügbarkeit der Patientendaten

Die Deutsche Krankenhausgesellschaft, die die Reform zunächst sehr kritisch sah, konnte im parlamentarischen Gesetzgebungsprozess wesentliche Ziele durchsetzen und sprach nach der Verabschiedung von einer „durchaus historische[n]“ Reform.
Die Krankenkassen begrüßen grundsätzlich die erhöhte Qualitätsorientierung, bemängeln jedoch, dass sie mit Milliardenbeiträgen in die Vorleistung gehen, ohne zu wissen, ob die Qualitätsversprechen tatsächlich eingelöst werden. Während die Verbesserung der Betriebskostenfinanzierung von Beginn an fällig werden, sei der Erfolg der strukturverändernden Maßnahmen noch nicht absehbar. Die Krankenkassen sprechen daher von einer „verpasste[n] Reform“, deren Lösungsansätzen „es an Konsequenz, Verbindlichkeit und Nachhaltigkeit fehlt.“